# Nordpyongan
Nordpyongan (P'yŏngan-pukto) er en provins i Nordkorea. Provinsen har i nord grænser til Kina, Chagang i øst og Sydpyongan i syd. Regionen blev etableret i 1896 ved en deling af den koreanske regionen Pyongan. I 2002 blev Sinuiju speciel administrativ region ved den kinesiske græns, den blev fradelt fra Nordpyongan. Regionshovedstaden er Sinuiju.

## Administrativ inddeling
Regionen er delt ind i tre byer («si») og 22 amter («kun»).
| - Sinuiju-si (신의주시; 新義州市) - Chŏngju-si (정주시; 定州市) - Kusŏng-si (구성시; 龜城市) | - Ch'angsŏng-kun (창성군; 昌城郡) - Ch'ŏlsan-kun (철산군; 鐵山郡) - Ch'ŏnma-kun (천마군; 天摩郡) - Hyangsan-kun (향산군; 香山郡) - Kujang-kun (구장군; 球場郡) - Kwaksan-kun (곽산군; 郭山郡) - Nyŏngbyŏn-kun (녕변군; 寧邊郡) - Pakch'ŏn-kun (박천군; 博川郡) - P'ihyŏn-kun (피현군; 枇峴郡) | - Pyŏktong-kun (벽동군; 碧潼郡) - Ryongch'ŏn-kun (룡천군; 龍川郡) - Sakchu-kun (삭주군; 朔州郡) - Sindo-kun (신도군; 薪島郡) - Sŏnch'ŏn-kun (선천군; 宣川郡) - T'aech'ŏn-kun (태천군; 泰川郡) - Taegwan-kun (대관군; 大館郡) - Tongch'ang-kun (동창군; 東倉郡) - Tongrim-kun (동림군; 東林郡) | - Ŭiju-kun (의주군; 義州郡) - Unjŏn-kun (운전군; 雲田郡) - Unsan-kun (운산군; 雲山郡) - Yŏmju-kun (염주군; 鹽州郡) |

## Notater
1. ↑  Korean Central Bureau of Statistics: 2008 Population Census (Folketelling 2008, publisert i 2009)

40°06′N 124°24′Ø / 40.1°N 124.4°Ø